# Traboule
En Francia, una traboule es un pasaje que atraviesa los patios interiores de uno o de varios edificios, permitiendo así pasar de una calle a otra cruzando el interior de la manzana. Están presentes en Lyon, así como en Villefranche-sur-Saône, Mâcon, Chambéry, Saint-Étienne, y también en Louhans. Algunos de esos pasajes tienen hermosos balcones (como el de las primeras fotos a izquierda y derecha) o ventanas, que los distinguen. Otros incluyen escaleras ya que unen calles a desnivel, y otros reúnen varias de estas características.

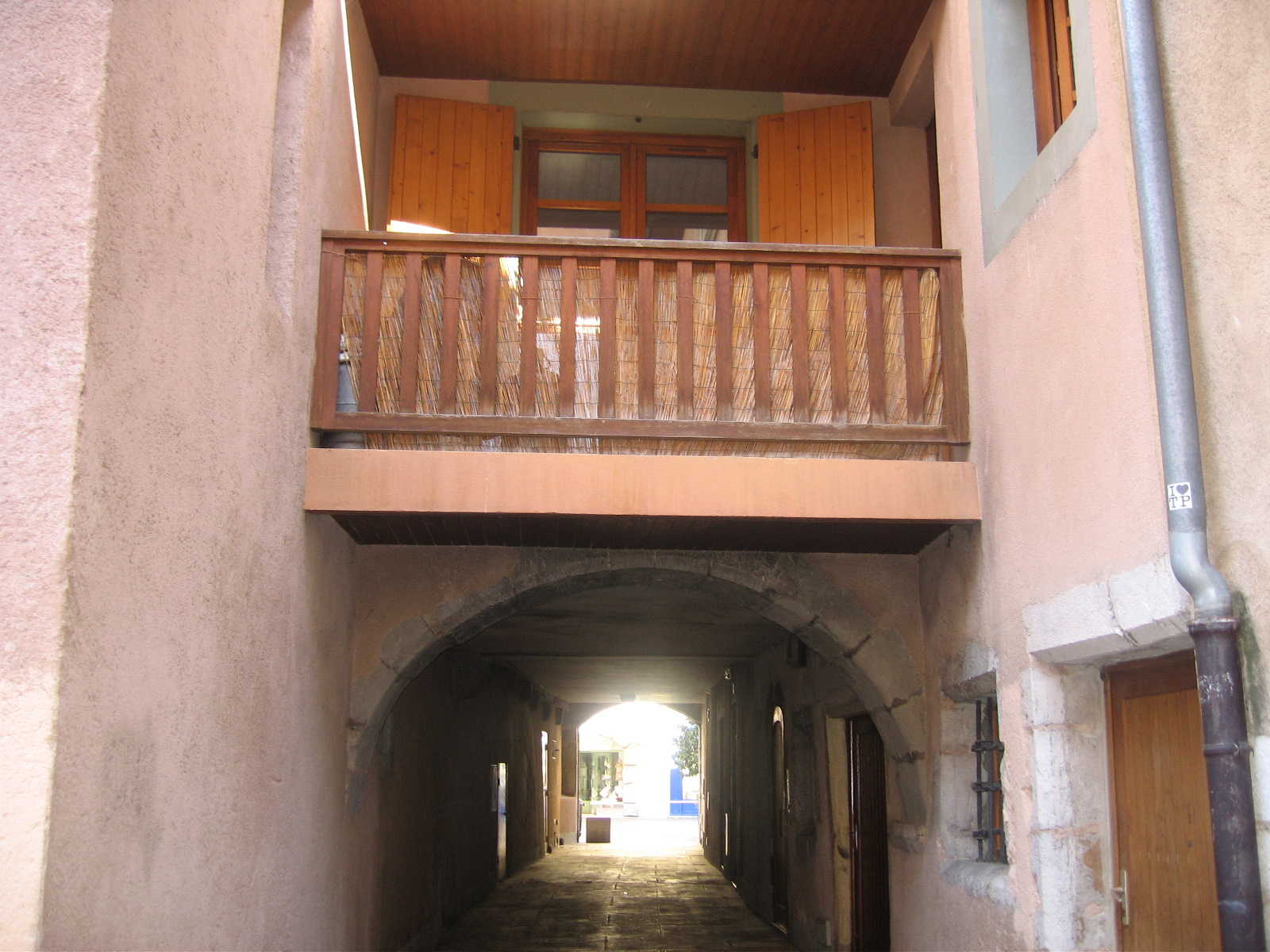
“Traboule” en el barrio histórico de Chambéry.

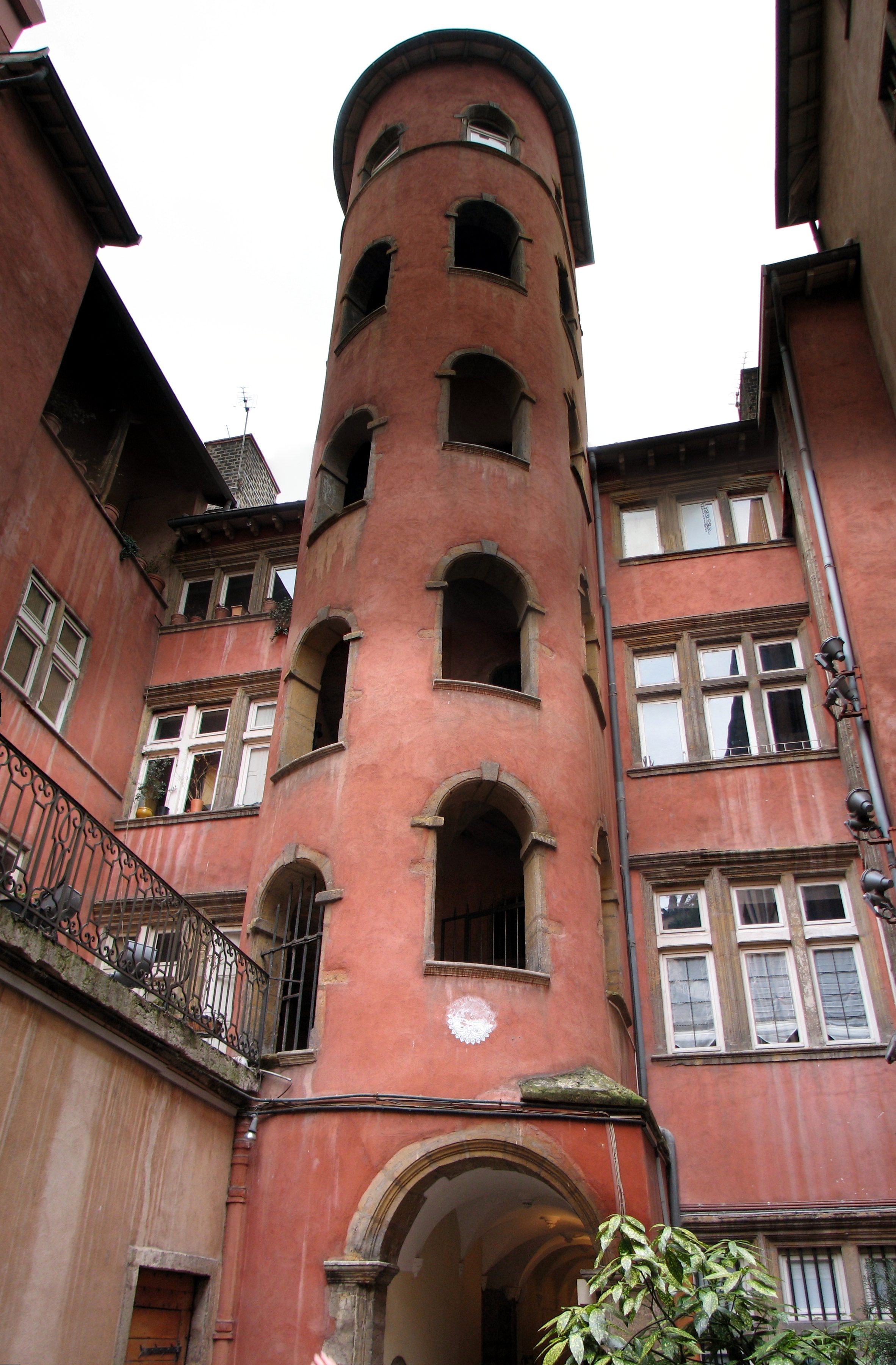
La Tour Rose en el "Vieux-Lyon".

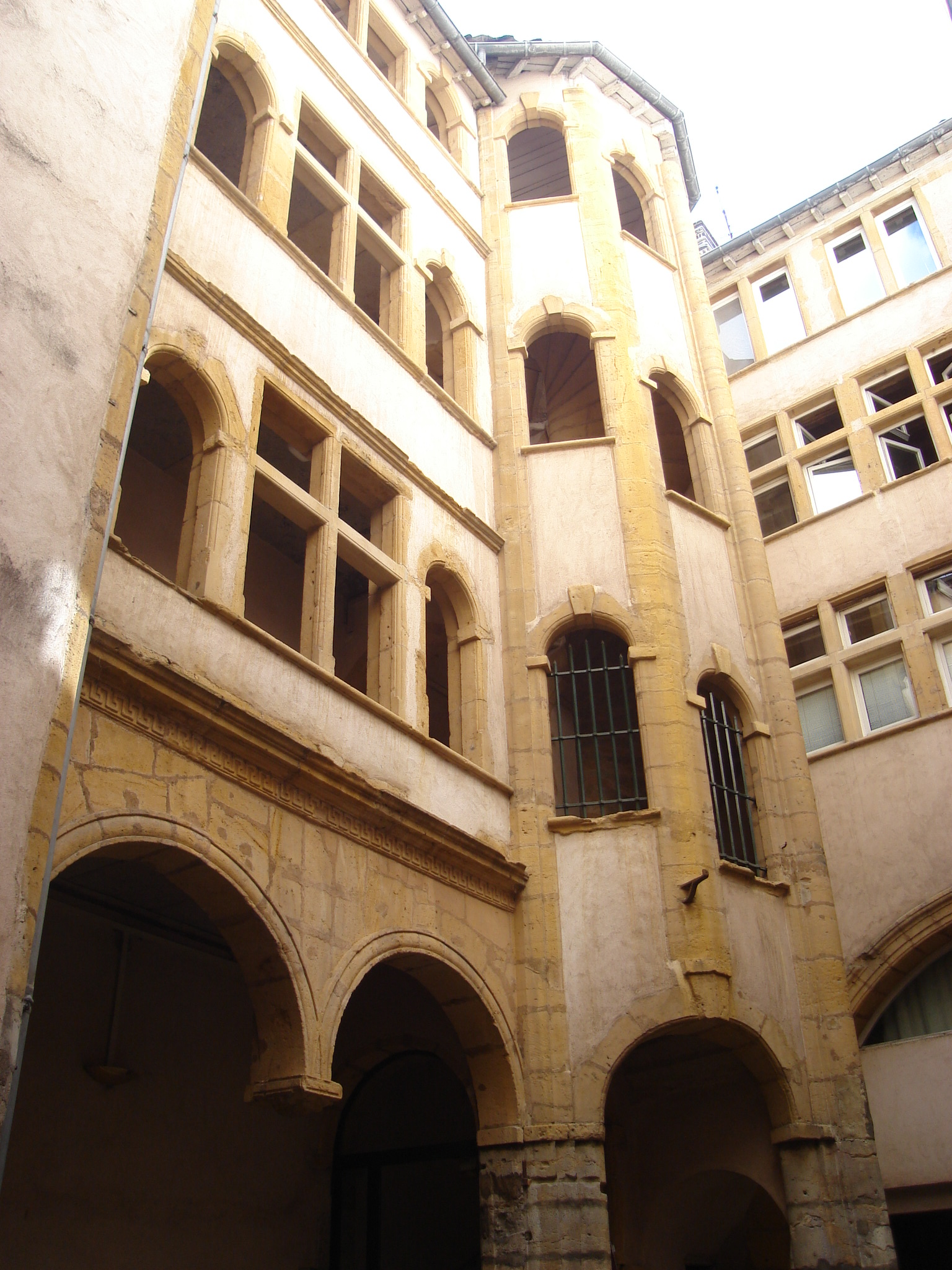
Un traboule típico también en Lyon.

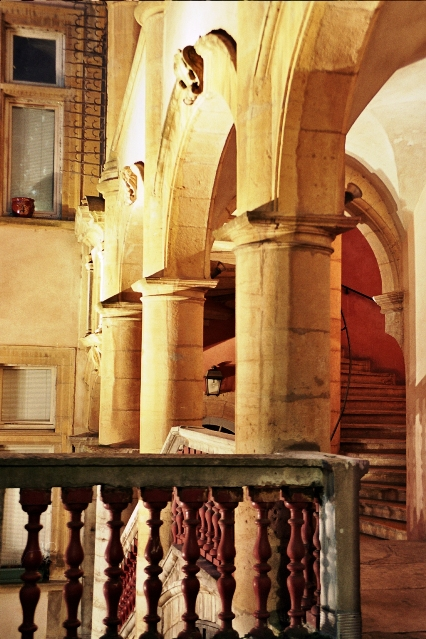
Un traboule en el barrio Saint-Paul de Lyon.

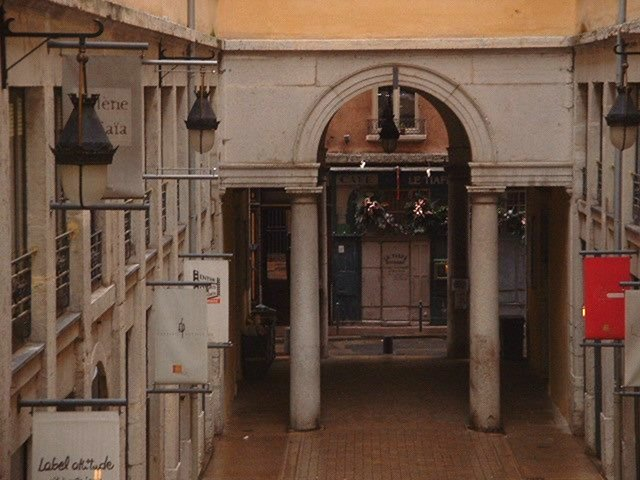
El pasaje Thiaffait en la Croix-Rousse.

También se los llama "camino en forma de traboule" o "camino" para abreviar. Pasajes similares asimismo existen en Chambéry, donde también se los denomina pasajes o caminos, aunque el término traboule sigue siendo el más frecuentemente utilizado.
Existen diversos tipos de traboules:
- traboule directo: la salida se distingue desde la entrada.
- traboule en ángulo: atraviesa dos o más edificios en el cruce de dos calles.
- traboule radiante: un patio se encuentra en el centro de un conjunto de edificios, donde existen varios accesos.
- traboule con desvíos.

## Etimología
Según el historiador Amable Audin, la palabra traboule proviene del latín transambulare a través del latín vulgar trabulare "atravesar", que designa un pasaje a través de los patios de un edificio que permite pasar de una calle a otra calle paralela de la forma más directa posible.
Traboule es una expresión lionesa y estefanesa . El verbo "trabouler" también se utiliza para indicar el movimiento en un laberinto.

## Ubicación
En Lyon, hay cerca de 500 callejones. Se sitúan mayoritariamente en los barrios del Viejo Lyon (215 patios y traboules censados), de la Croix-Rousse (163 patios y traboules censados en las cuestas) y de la Presqu'île (130 patios y traboules).
En Saint-Étienne la red - probablemente más restringida que en Lyon - fue dañada en gran medida por el acondicionamiento de los espacios privados. Hoy dos barrios históricos, Saint Jacques y el Crêt de Roc, tienen sus callejones. El modelo fue tomado del siglo XIX durante el acondicionamiento de los edificios judiciales (ingresos) del centro de la ciudad para garantizar el tráfico entre las islas.

### Viejo Lyon (Saint-Jean)
Los callejones de este barrio datan del Renacimiento. Fueron construidos siguiendo el modelo del patio romano, con sus galerías y el pozo en el patio.

### Croix-Rousse
En la Croix-Rousse, los callejones son más recientes a partir de la construcción de edificios de trabajadores de la seda. Estos caminos permitían a los obreros y artesanos llevar sábanas y otras piezas de tela (en su mayoría de seda) a través de la ciudad quedándose refugiadas en caso de lluvia. También permiten, desde las "pendientes" atravesar rápidamente la Presqu'île en línea recta, a través de atajos. Así pues, un gran número de callejones permiten acceder a la cuesta de la Costa Grande .
En este barrio se encuentra uno de los callejones más famosos, el Tribunal de Voraces, considerado como un lugar de la memoria (revuelta de los Canuts, resistencia francesa, etc). Pero también el notable pasaje Thiaffait, convertido en un escaparate comercial del estilo lionés en materia de creación.

## Utilidad
Se cree que los primeros callejones fueron construidos en el siglo IV. Los habitantes de Lugdunum que tenían escasez de agua, se instalaron en las orillas del Saona (en la "ciudad baja" a los pies de la colina de Fourvière ). Los traboules se utilizaban, pues, para llegar rápidamente a la Saona. Además, los callejones eran útiles también para los tejedores de seda, instalados en la colina de la Croix-Rousse para llegar rápidamente a los comerciantes de tejidos asentados en la parte baja de la colina.

## Papeles históricos
Estos caminos son ideales para moverse por la ciudad a salvo de las autoridades, a menudo inconscientes de su configuración exacta. Hasta la invención del código digital, han servido de techo y de camino para los movimientos populares, por ejemplo:
Los callejones fueron utilizados por los trabajadores de la seda durante su rebelión (ver el artículo sobre la rebelión de los trabajadores de la seda).
También fueron utilizados por la Resistencia durante la Segunda Guerra Mundial.

## Anécdotas
Para los habitantes, ser un "lionés real" implica el conocimiento de los callejones.
Hoy en día, los callejones son visitados, estando abierta al público una cuarentena de ellos, en el marco de los acuerdos tomados entre el Ayuntamiento y los particulares. La ciudad de Lyon colabora con los costes de mantenimiento, iluminación, limpieza y el 70% de los trabajos de restauración asumidos por los propietarios, a cambio de un derecho de paso ya que, estos lugares, se mantienen privados la mayoría del tiempo.

## Galería de imágenes de traboules lionesas

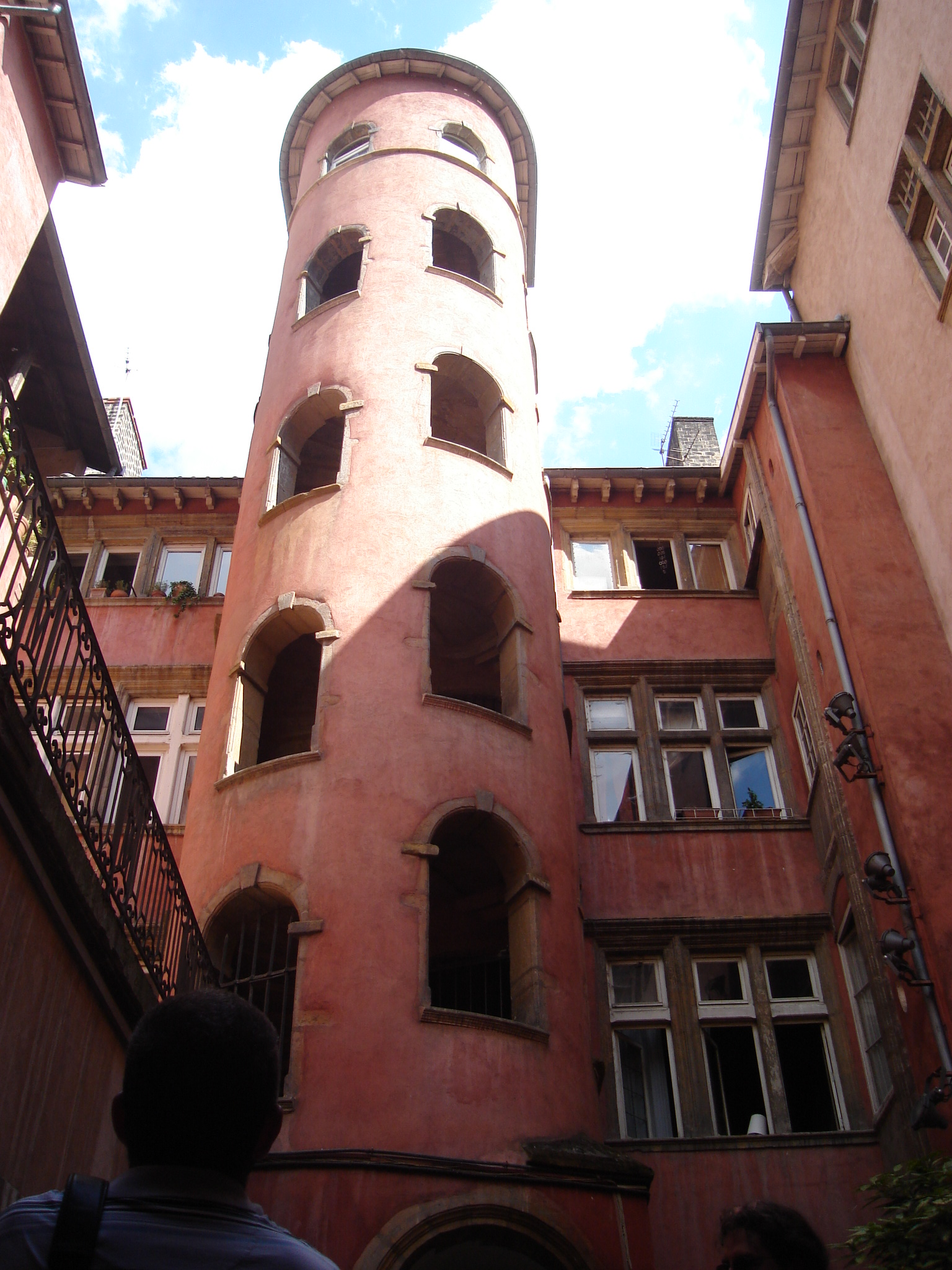
La Torre Rosa
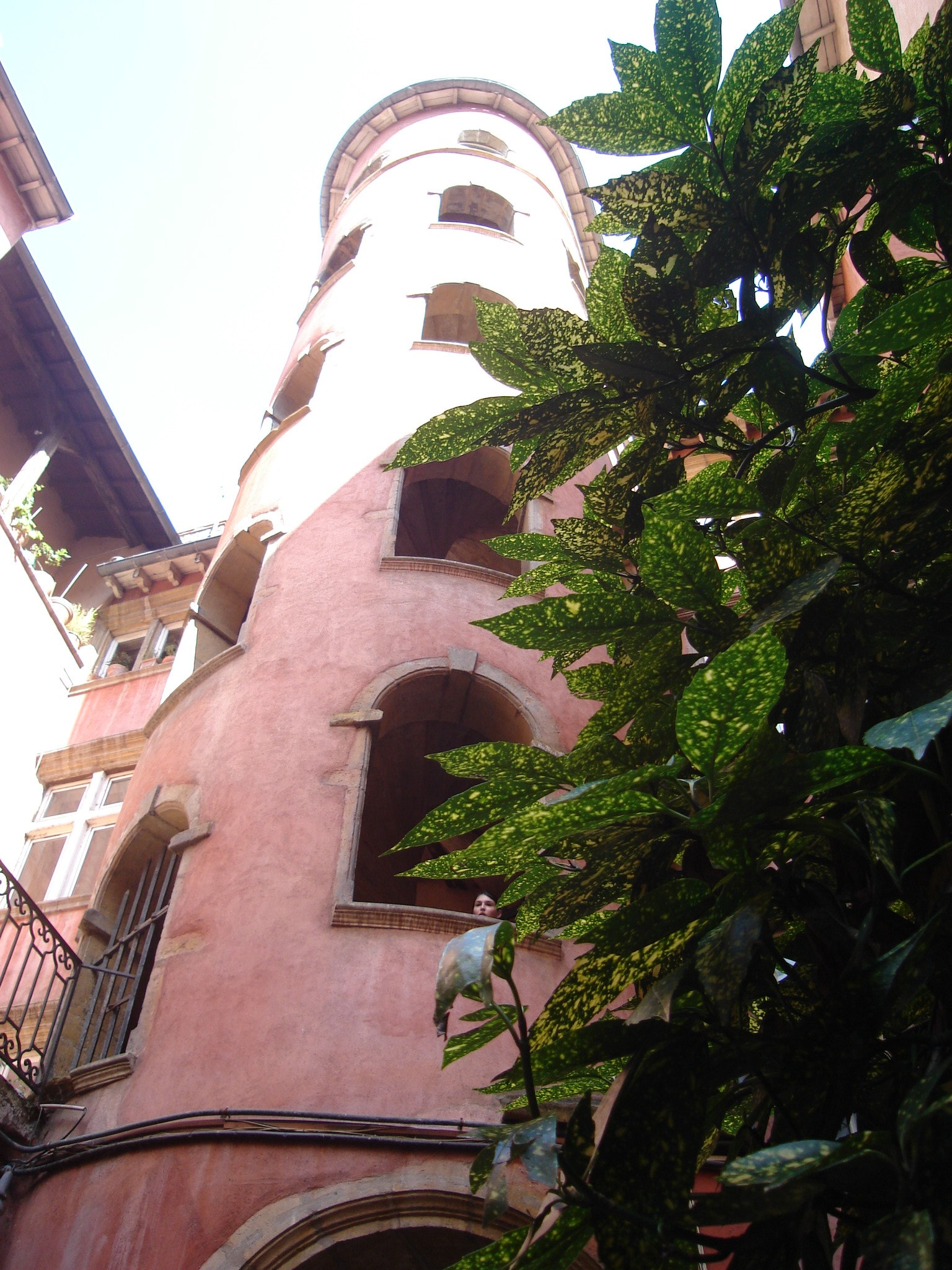
La Torre Rosa
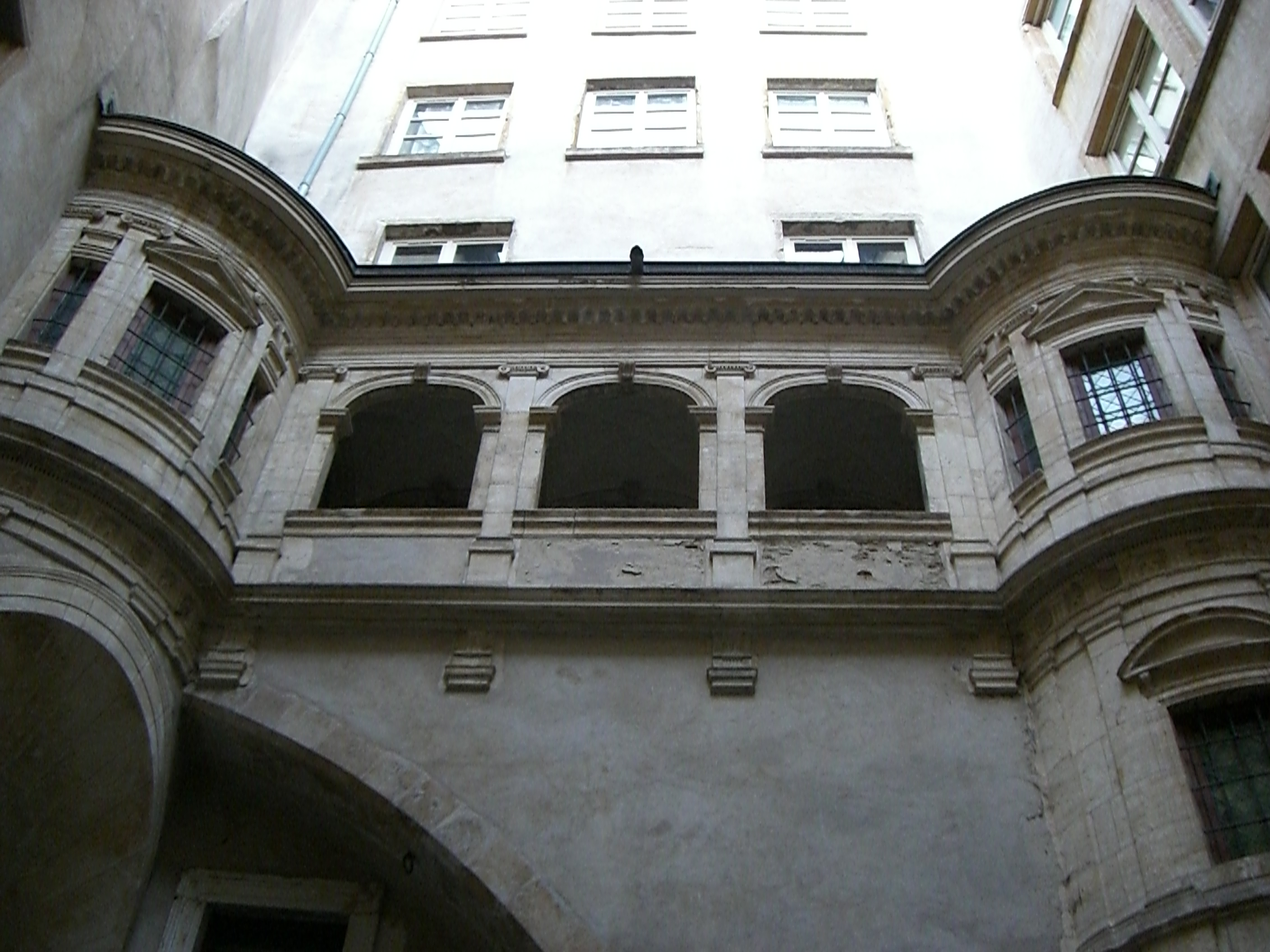
Hôtel de Bullioud
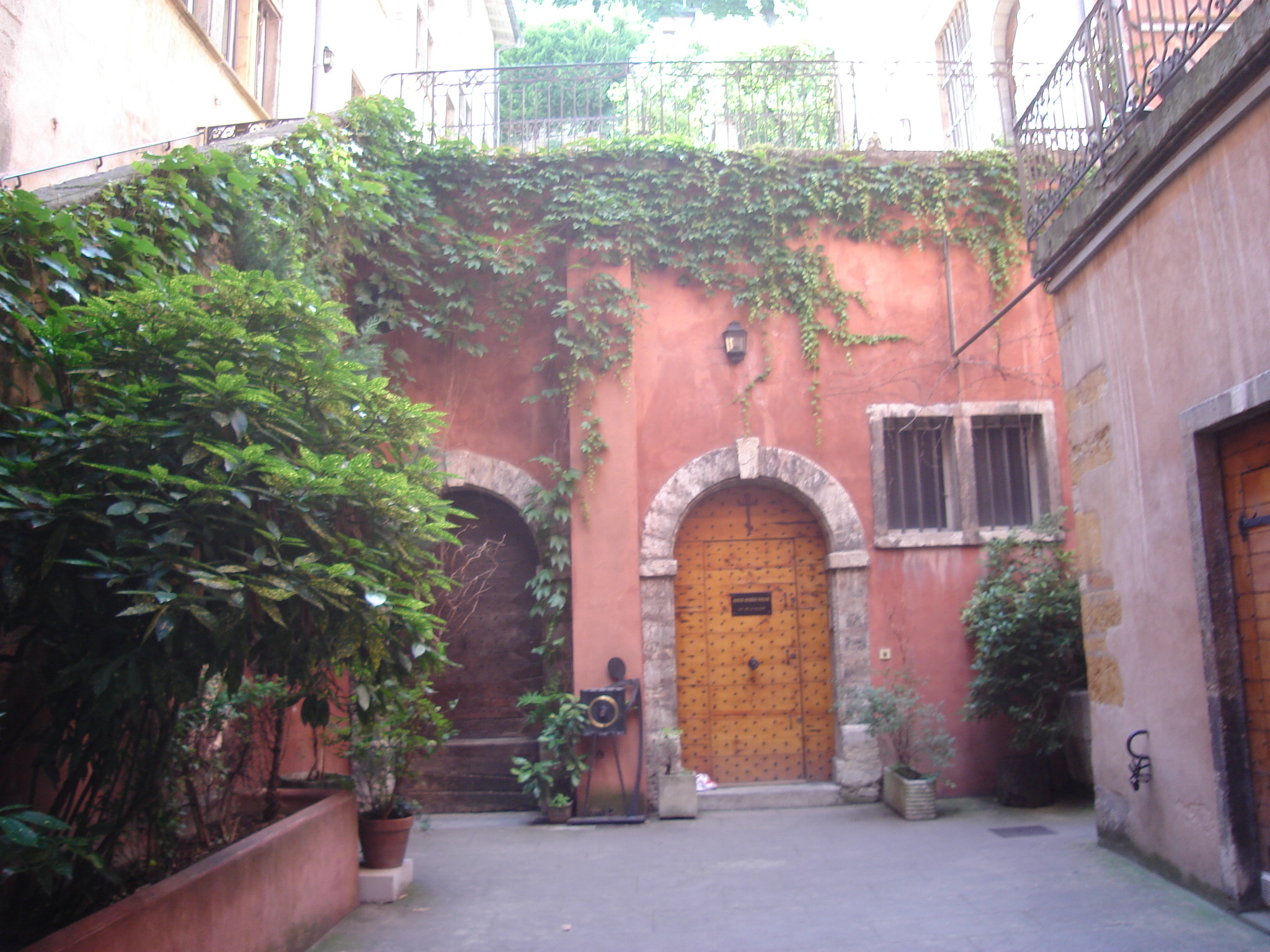
Patio en la Torre Rosa
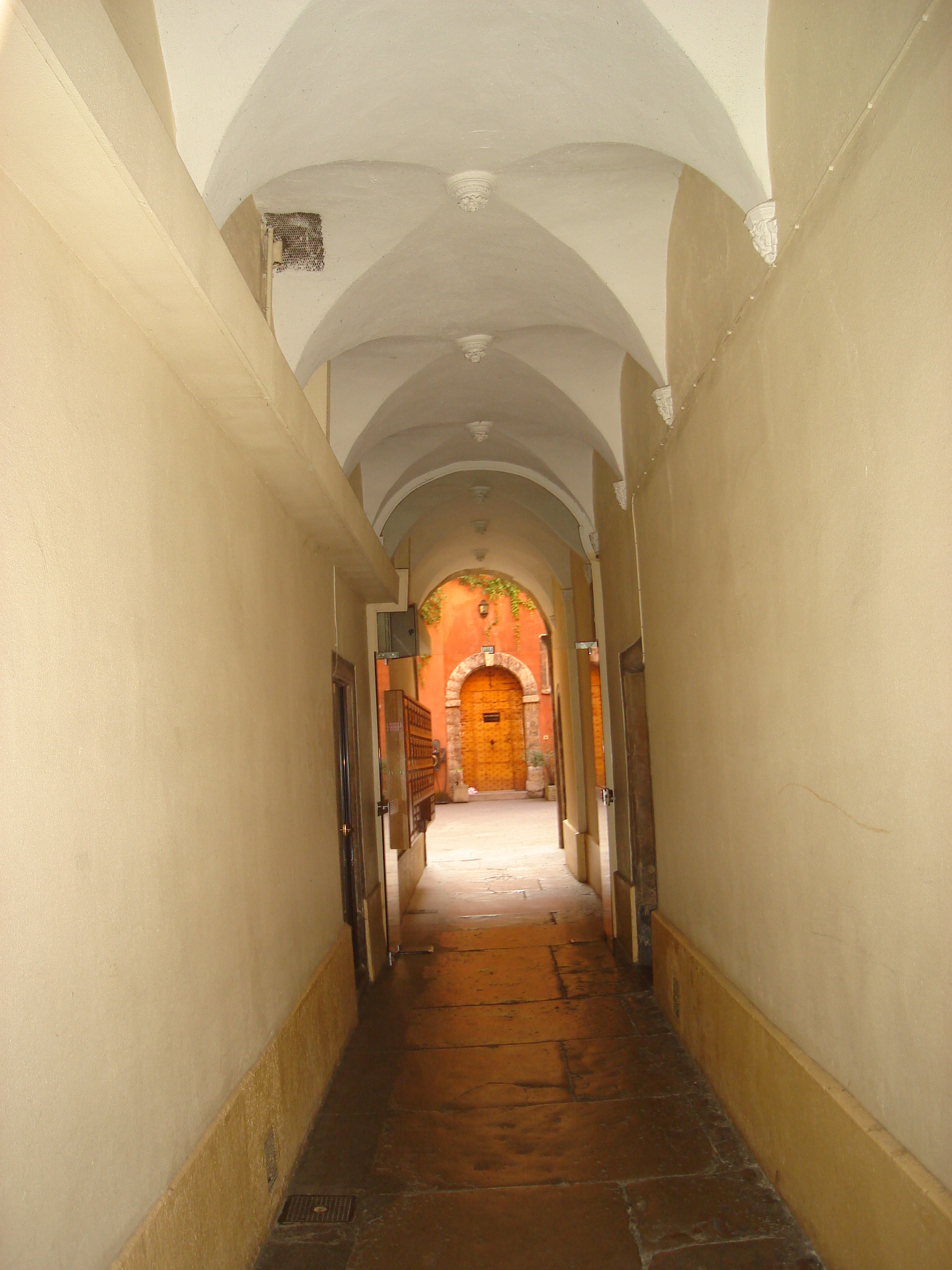
Traboule en la Torre Rosa
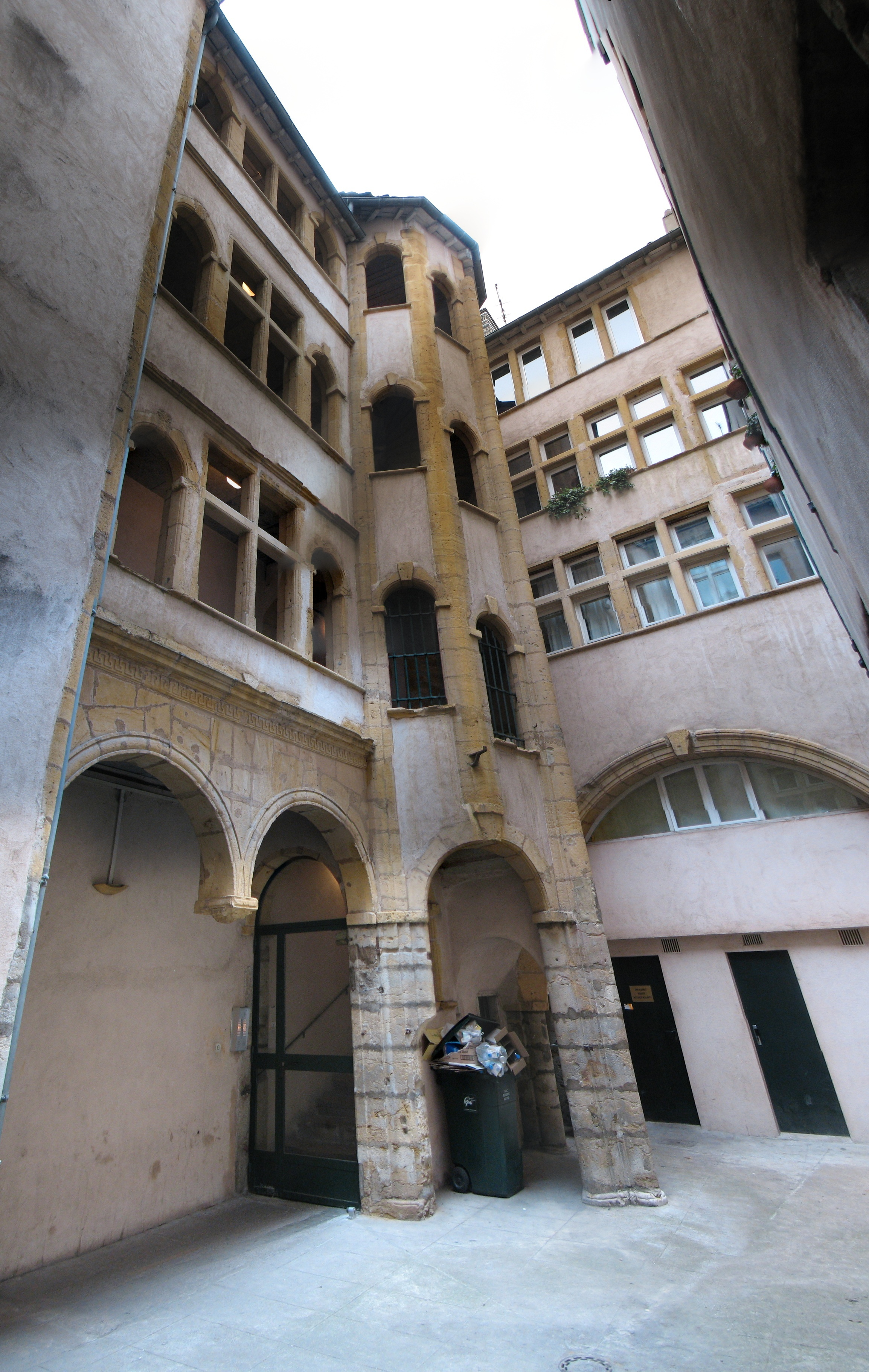
Un traboule típico
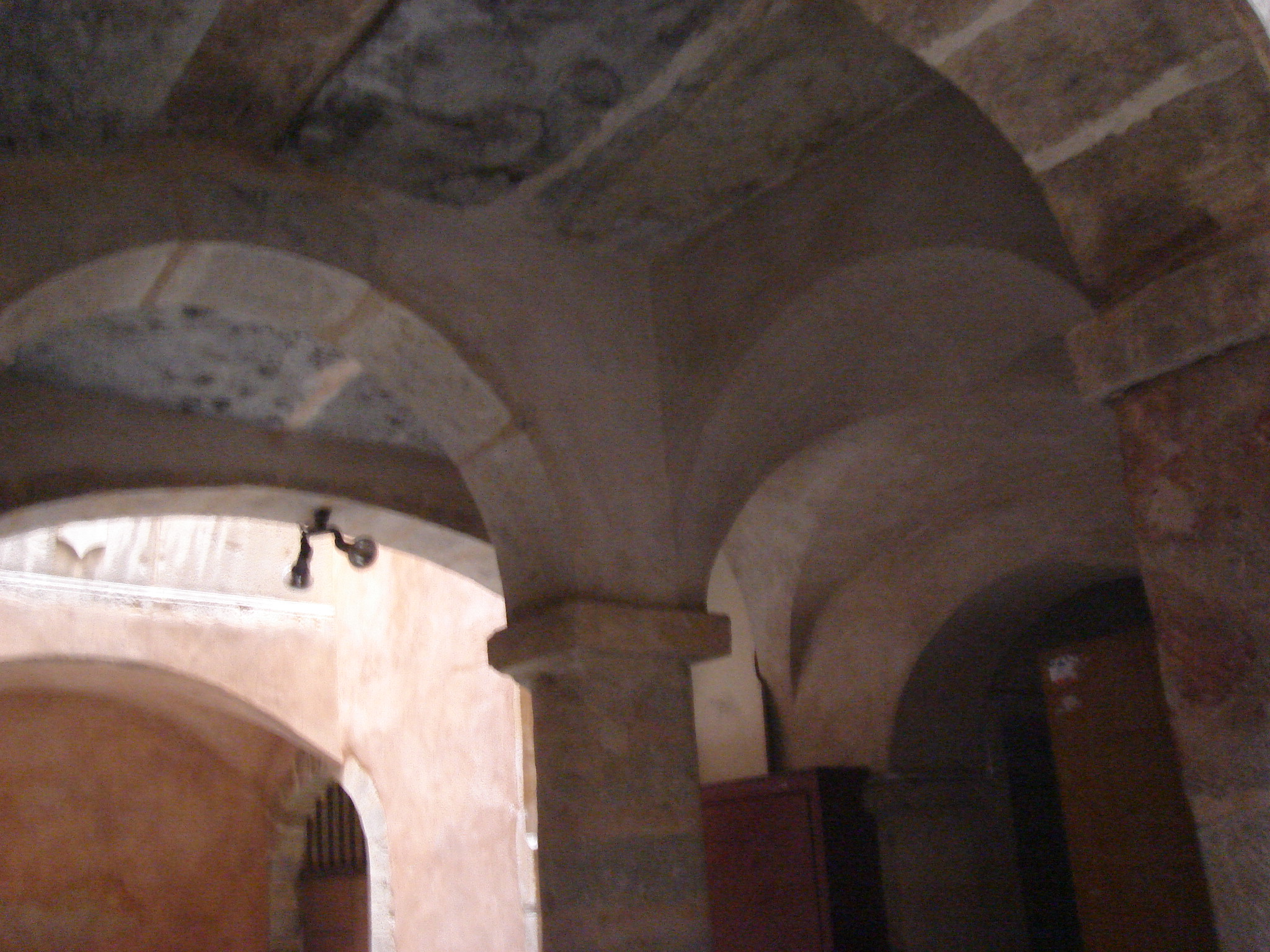
Traboule que liga las calles Saint-Jean y Bœuf
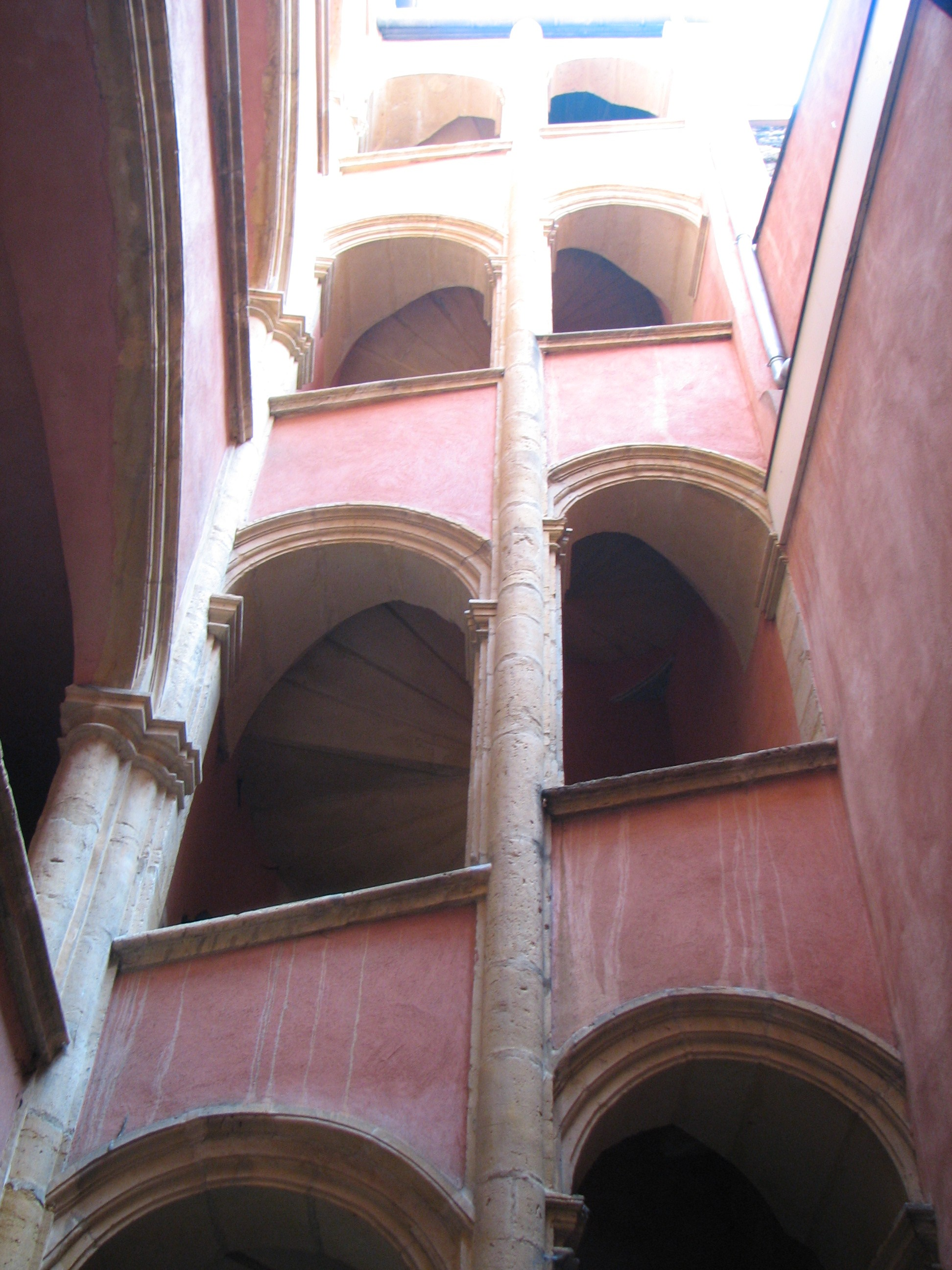
Traboule en la zona antigua de Lyon
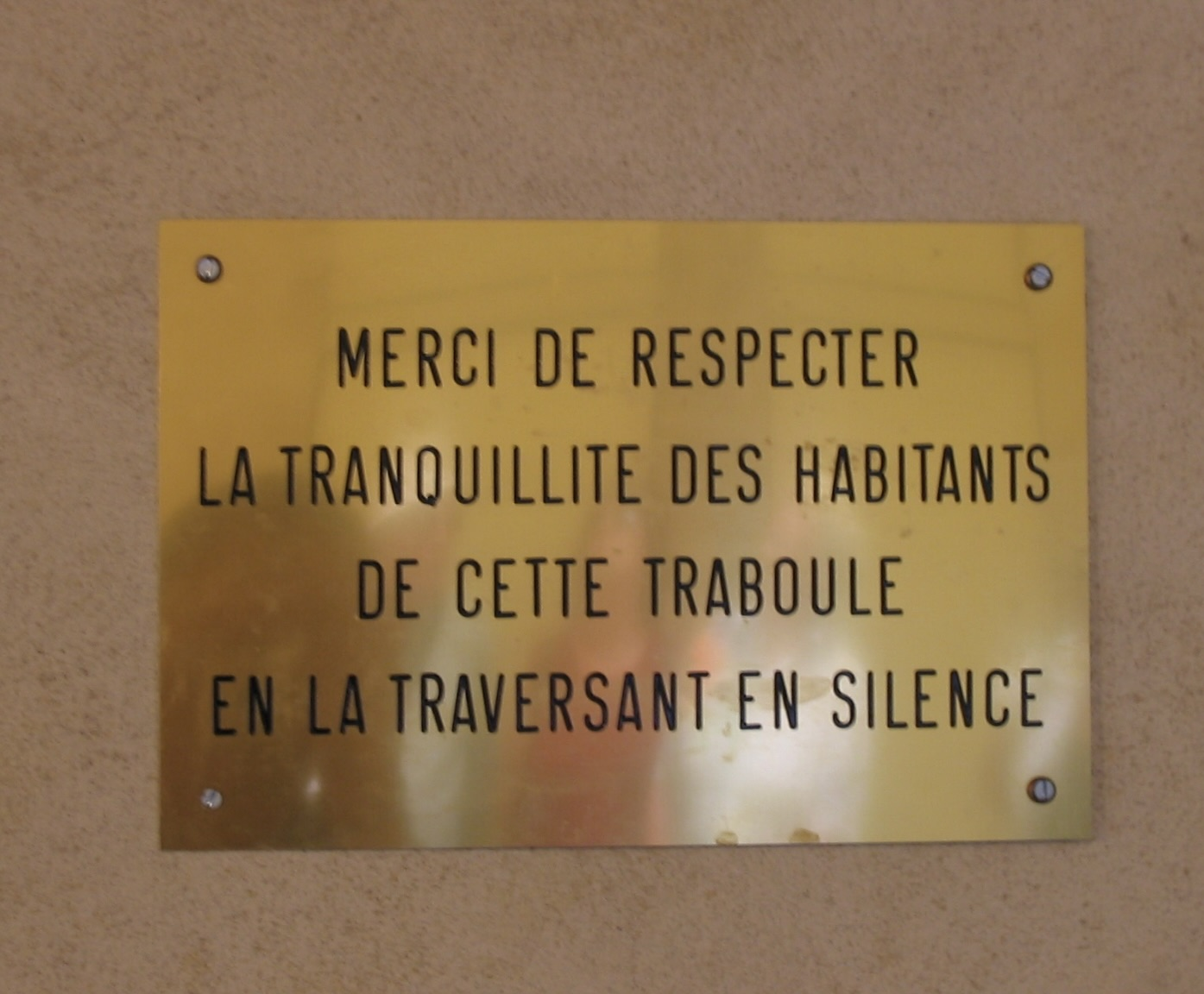
Una advertencia a los visitantes
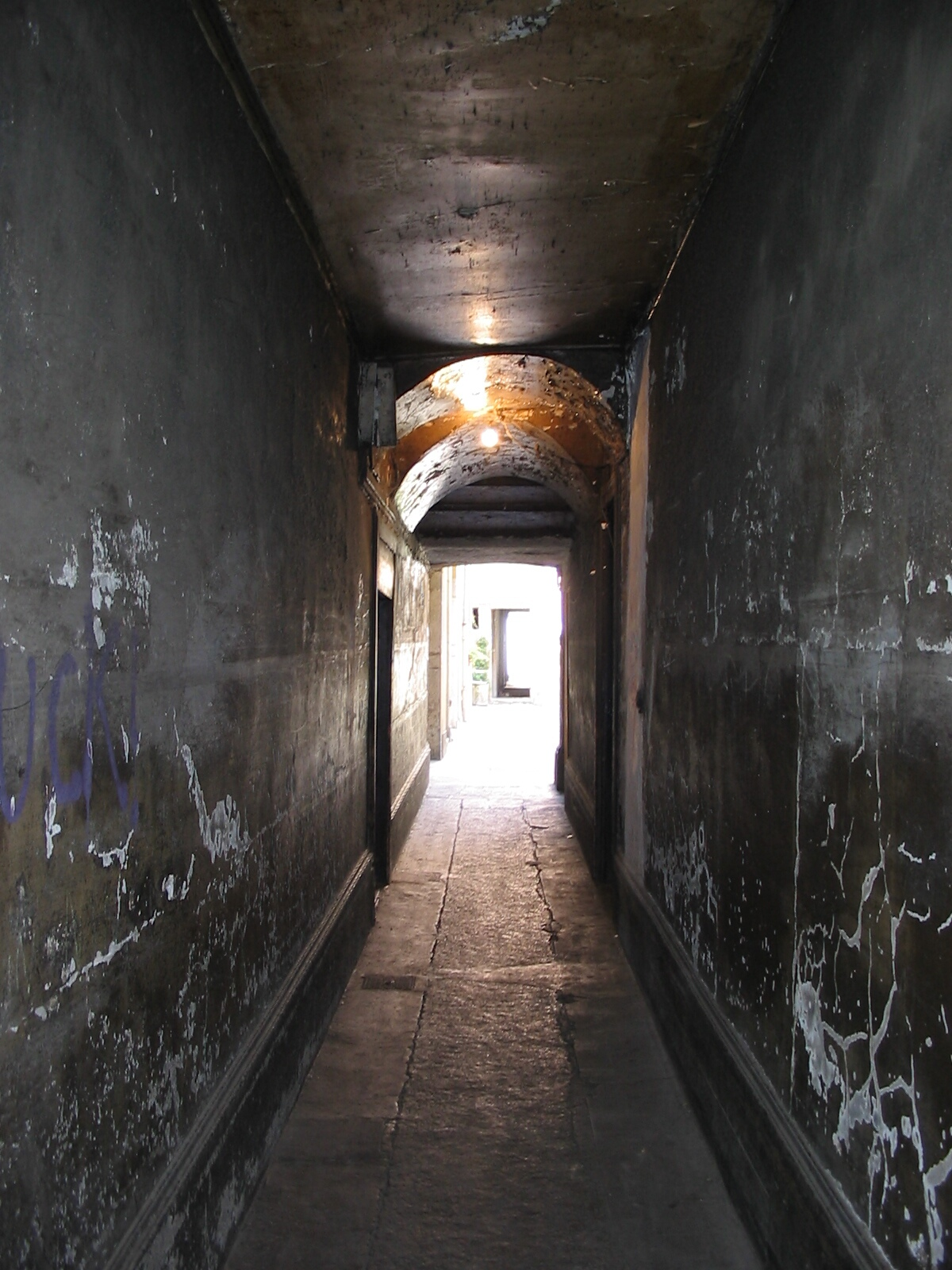
Traboule en el Vieux-Lyon
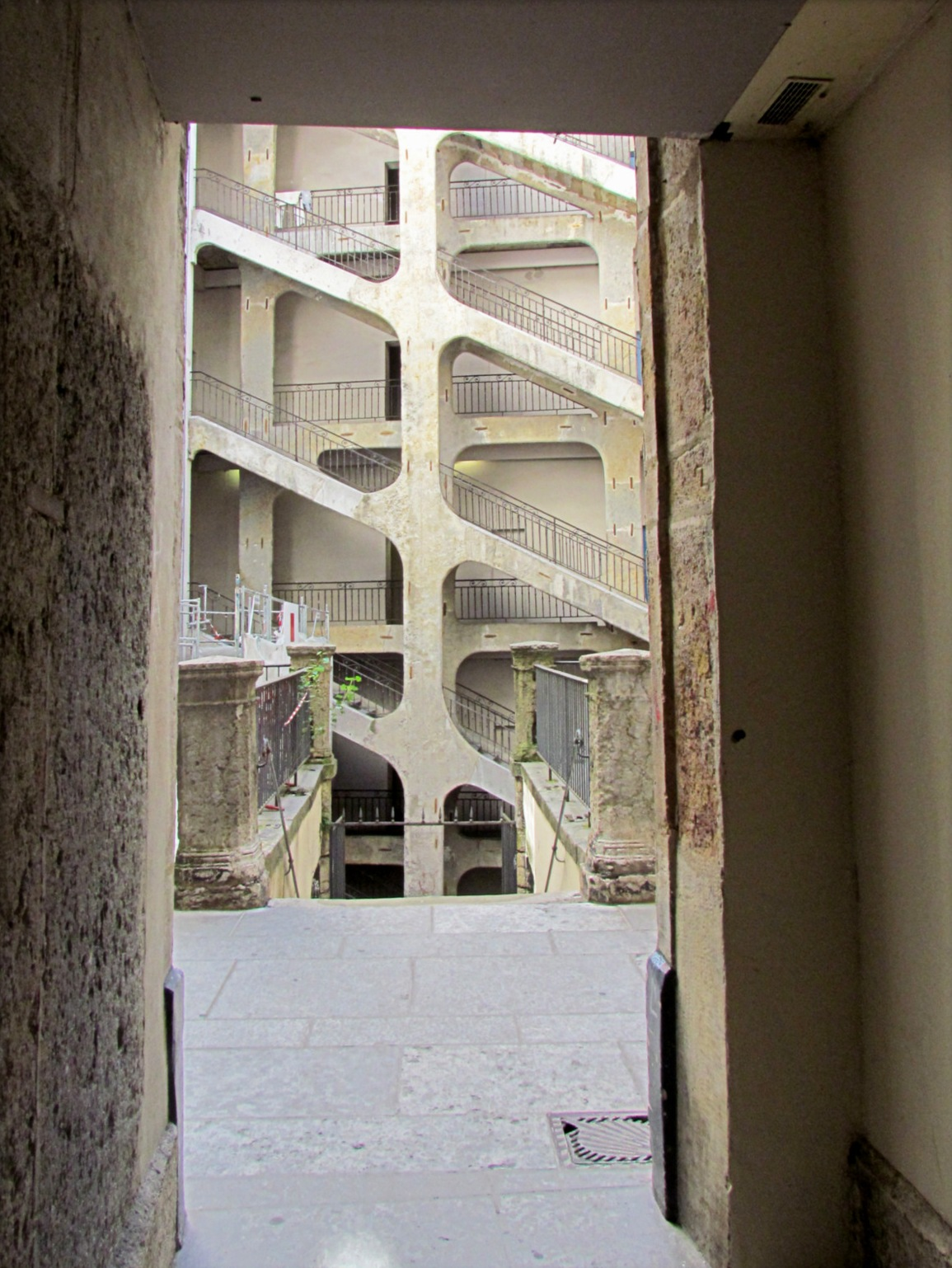
Traboule cruzando La Cour des Voraces.